# IAAF World Relays 2017
Die 3. IAAF World Relays, inoffiziell auch als 3. Staffel-Weltmeisterschaften bezeichnet, fanden am 22. und 23. April 2017 im Thomas Robinson Stadium in Nassau statt.

## Wettbewerbe und Qualifikationsstandards
Bei den dritten von der IAAF ausgetragenen World Relays fanden Wettkämpfe in vier Disziplinen, jeweils bei den Männern und Frauen statt. Darunter die olympischen Distanzen 4 × 100 und 4 × 400 Meter sowie die eher selten ausgetragenen Disziplinen 4 × 200 und 4 × 800 Meter. Zudem gab es eine gemischte 4-mal-400-Meter-Staffel.
Die Sieger der Disziplinen sind keine offiziellen Weltmeister. Weltmeister über 4 × 100 und 4 × 400 Meter blieben also die Gewinner der Weltmeisterschaften 2015 in Peking. Statt eines Medaillenspiegels wurde ein Punktesystem verwendet (8 Punkte für den 1. Platz usw. bis zu einem Punkt für den 8. Platz), um disziplinenübergreifend eine Reihenfolge der teilnehmenden Nationen zu ermitteln. Die Gewinner-Nation erhielt den Golden Baton.
Die Top 8 über 4 × 100 und 4 × 400 Meter qualifizierte sich direkt für die Leichtathletik-Weltmeisterschaften 2017 in London.

## Teilnehmende Nationen
Insgesamt entsandten 35 nationale Leichtathletikverbände 509 weibliche und männliche Athleten zu den Weltmeisterschaften. Für Indien, Tschechien und Belarus war es die jeweils erste Teilnahme bei den IAAF World Relays.
Liste der teilnehmenden Nationen:
| - Antigua und Barbuda (6) - Athlete Refugee Team (4) - Australien (21) - Bahamas (27) - Barbados (6) - Belarus (5) - Belgien (4) - Botswana (14) - Brasilien (20) - Britische Jungferninseln (6) - Volksrepublik China (15) - Deutschland (27) | - Dominikanische Republik (10) - Ecuador (5) - Frankreich (26) - Großbritannien (19) - Indien (0) - Italien (11) - Jamaika (37) - Japan (10) - Kanada (23) - Katar (5) - Kenia (30) - Kolumbien (5) | - Kuba (8) - Mexiko (8) - Niederlande (10) - Nigeria (8) - Polen (26) - St. Kitts und Nevis (5) - Trinidad und Tobago (20) - Tschechien (5) - Turks- und Caicosinseln (5) - Venezuela (8) - Vereinigte Staaten (41) |

## Abkürzungen
| - WR: Weltrekord - CR: Weltmeisterschaftsrekord (engl. Championship Record) - AR: Kontinentalrekord (engl. area record) - NR: nationaler Rekord - WJ: Juniorenweltrekord | - WL: Weltjahresbestleistung - SB: Saisonbestleistung - DQ: disqualifiziert - DNF: Wettkampf nicht beendet (engl. did not finish) - DNS: nicht am Start (engl. did not start) |

## Männer

### 4 × 100 m Staffel
| Platz                  | Land                                                                  | Athleten                                                                                  | Zeit (s) |
| ---------------------- | --------------------------------------------------------------------- | ----------------------------------------------------------------------------------------- | -------- |
| 1                      | Vereinigte Staaten                                                    | Leshon Collins Mike Rodgers Ronnie Baker Justin Gatlin Im Vorlauf: Marvin Bracy           | 38,43    |
| 2                      | Barbados                                                              | Mario Burke Ramon Gittens Nicholas Deshong Burkheart Ellis                                | 39,18 SB |
| 3                      | Volksrepublik China                                                   | Tang Xingqiang Xie Zhenye Su Bingtian Liang Jinsheng Im Vorlauf: Mo Youxue, Zhang Peimeng | 39,22    |
| 4                      | Australien                                                            | Trae Williams Tom Gamble Alexander Hartmann Nicholas Andrews                              | 39,73    |
| 5                      | Frankreich                                                            | Marvin René Jimmy Vicaut Méba-Mickaël Zézé Stuart Dutamby                                 | 39,83    |
|                        | Kanada                                                                | Akeem Haynes Aaron Brown Brendon Rodney Andre De Grasse                                   | DNF      |
| Niederlande            | Giovanni Codrington Churandy Martina Solomon Bockarie Hensley Paulina | DNF                                                                                       |          |
| Vereinigtes Königreich | Chijindu Ujah Zharnel Hughes Daniel Talbot Ojie Edoburun              | DNF                                                                                       |          |

Datum: 22. April

### 4 × 200 m Staffel
| Platz | Land                | Athleten                                                                                      | Zeit (min) |
| ----- | ------------------- | --------------------------------------------------------------------------------------------- | ---------- |
| 1     | Kanada              | Gavin Smellie Brendon Rodney Andre De Grasse Aaron Brown                                      | 1:19,42 WL |
| 2     | Vereinigte Staaten  | Noah Lyles Jarrion Lawson Isiah Young Ameer Webb                                              | 1:19,88 SB |
| 3     | Jamaika             | Nickel Ashmeade Oshane Bailey Rasheed Dwyer Yohan Blake Im Vorlauf: Chadic Hinds, Warren Weir | 1:21,09 SB |
| 4     | Trinidad und Tobago | Moriba Morain Dan-Neil Telesford Kyle Greaux Emmanuel Callender                               | 1:21,39 NR |
| 5     | Bahamas             | Blake Bartlett Samson Colebrooke Ian Kerr Shavez Hart Im Vorlauf: Adrian Griffith             | 1:22,36 SB |
| 6     | Volksrepublik China | Tang Xingqiang Mo Youxue Bie Ge Liang Jinsheng                                                | 1:22,91 NR |
| 7     | Kenia               | Mark Odhiambo Mike Mokamba Peter Ndichu Collins Gichana                                       | 1:23,72    |
| 8     | Antigua und Barbuda | Daniel Bailey Richard Richardson Jared Jarvis Tahir Walsh Im Vorlauf: Chavaughn Walsh         | 1:25,11    |

Datum: 23. April

### 4 × 400 m Staffel
| Platz | Land                   | Athleten                                                                                     | Zeit (min) |
| ----- | ---------------------- | -------------------------------------------------------------------------------------------- | ---------- |
| 1     | Vereinigte Staaten     | David Verburg Tony McQuay Kyle Clemons LaShawn Merritt Im Vorlauf: Najee Glass               | 3:02,13    |
| 2     | Botswana               | Isaac Makwala Baboloki Thebe Onkabetse Nkobolo Karabo Sibanda                                | 3:02,28    |
| 3     | Jamaika                | Peter Matthews Demish Gaye Martin Manley Steven Gayle Im Vorlauf: Javere Bell, Javon Francis | 3:02,84    |
| 4     | Trinidad und Tobago    | Renny Quow Jereem Richards Jarrin Solomon Lalonde Gordon Im Vorlauf: Deon Lendore            | 3:03,17    |
| 5     | Kuba                   | William Collazo Adrián Chacón Osmaidel Pellicier Yoandys Lescay                              | 3:03,60    |
| 6     | Vereinigtes Königreich | Matthew Hudson-Smith Delano Williams Jarryd Dunn Theo Campbell                               | 3:03,84    |
| 7     | Brasilien              | Anderson Henriques Alexander Russo Hugo de Sousa Lucas Carvalho                              | 3:05,96    |
| 8     | Frankreich             | Mamadou Kassé Hann Teddy Atine-Venel Mamoudou Hanne Thomas Jordier                           | 3:06,33    |

Datum: 23. April

### 4 × 800 m Staffel
| Platz | Land                 | Athleten                                                                    | Zeit (min) |
| ----- | -------------------- | --------------------------------------------------------------------------- | ---------- |
| 1     | Vereinigte Staaten   | Brannon Kidder Erik Sowinski Casimir Loxsom Clayton Murphy                  | 7:13,16 WL |
| 2     | Kenia                | Alfred Kipketer Kipyegon Bett Timothy Kitum Ferguson Cheruiyot Rotich       | 7:13,70 SB |
| 3     | Polen                | Artur Kuciapski Mateusz Borkowski Adam Kszczot Marcin Lewandowski           | 7:18,74 SB |
| 4     | Australien           | Josh Ralph Jordan Williamsz James Gurr Luke Mathews                         | 7:20,10 SB |
| 5     | Mexiko               | José Eduardo Rodríguez Alexis Sotelo Gamaliel Moctezuma Jesús Tonatiú López | 7:20,92 NR |
| 6     | Katar                | Jamal Hairane Adam Ali Mousab Hamza Driouch Hashim Mohamed Salah            | 7:28,25 SB |
| 7     | Athlete Refugee Team | Gai Nyang Paulo Amotun Wiyual Puok Dominic Lokinyomo                        | 8:12,57    |

Datum: 22. April

## Frauen

### 4 × 100 m Staffel
| Platz              | Land                                                               | Athletinnen                                                                               | Zeit (s) |
| ------------------ | ------------------------------------------------------------------ | ----------------------------------------------------------------------------------------- | -------- |
| 1                  | Deutschland                                                        | Alexandra Burghardt Lisa Mayer Tatjana Pinto Rebekka Haase                                | 42,84 WL |
| 2                  | Jamaika                                                            | Simone Facey Natasha Morrison Gayon Evans Sashalee Forbes Im Vorlauf: Christania Williams | 42,95 SB |
| 3                  | Volksrepublik China                                                | Liang Xiaojing Wei Yongli Tao Yujia Yuan Qiqi Im Vorlauf: Ge Manqi                        | 43,11 SB |
| 4                  | Niederlande                                                        | Jamile Samuel Dafne Schippers Madiea Ghafoor Naomi Sedney                                 | 43,11 SB |
| 5                  | Frankreich                                                         | Floriane Gnafoua Stella Akakpo Charlotte Jeanne Carolle Zahi Im Vorlauf: Maroussia Paré   | 43,90 SB |
| 6                  | Bahamas                                                            | Devine Parker Brianne Bethel Tayla Carter Tynia Gaither                                   | 44,01    |
|                    | Brasilien                                                          | Bruna Farias Tânia da Silva Vitória Cristina Rosa Rosângela Santos                        | DNF      |
| Vereinigte Staaten | Tianna Bartoletta Jenna Prandini English Gardner Morolake Akinosun | DNF                                                                                       |          |

Datum: 23. April

### 4 × 200 m Staffel
| Platz | Land                     | Athletinnen                                                     | Zeit (min) |
| ----- | ------------------------ | --------------------------------------------------------------- | ---------- |
| 1     | Jamaika                  | Jura Levy Shericka Jackson Sashalee Forbes Elaine Thompson      | 1:29,04 CR |
| 2     | Deutschland              | Lara Matheis Tatjana Pinto Rebekka Haase Gina Lückenkemper      | 1:30,68 SB |
| 3     | Vereinigte Staaten       | Dezerea Bryant Tiffany Townsend Felicia Brown Shalonda Solomon  | 1:30,87    |
| 4     | Trinidad und Tobago      | Kamaria Durant Semoy Hackett Reyare Thomas Kai Selvon           | 1:32,63    |
| 5     | Nigeria                  | Jennifer Madu Patience Okon George Dominique Duncan Ugonna Ndu  | 1:33,08 SB |
| 6     | Frankreich               | Jennifer Galais Estelle Raffai Fanny Peltier Estelle Perrossier | 1:35,11    |
| 7     | Britische Jungferninseln | Nelda Huggins Tahesia Harrigan-Scott Karene King Ashley Kelly   | 1:35,35    |
| 8     | Volksrepublik China      | Tao Yuija Liang Xiaojing Tian Wen Yuan Qiqi                     | 1:37,60    |

Datum: 22. April

### 4 × 400 m Staffel
| Platz | Land                   | Athletinnen | Zeit (min) |
| ----- | ---------------------- | --- | ---------- |
| 1     | Vereinigte Staaten     | Phyllis Francis Ashley Spencer Quanera Hayes Natasha Hastings Im Vorlauf: Joanna Atkins                                      | 3:24,36 WL |
| 2     | Polen                  | Małgorzata Hołub Iga Baumgart Adrianna Janowicz Justyna Święty                                                               | 3:28,28 SB |
| 3     | Jamaika                | Janieve Russell Anneisha McLaughlin-Whilby Verone Chambers Stephenie Ann McPherson Im Vorlauf: Christine Day, Dawnalee Loney | 3:28,49 SB |
| 4     | Vereinigtes Königreich | Emily Diamond Laviai Nielsen Eilidh Doyle Christine Ohuruogu Im Vorlauf: Anyika Onuora, Kelly Massey                         | 3:28,72 SB |
| 5     | Australien             | Morgan Mitchell Anneliese Rubie Caitlin Sargent-Jones Olivia Tauro Im Vorlauf: Ella Nelson                                   | 3:28,80 SB |
| 6     | Botswana               | Amantle Montsho Lydia Jele Galefele Moroko Christine Botlogetswe                                                             | 3:30,13 NR |
| 7     | Nigeria                | Patience Okon George Ugonna Ndu Jennifer Adaeze Edobi Margaret Bamgbose                                                      | 3:32,94    |
| 8     | Frankreich             | Déborah Sananes Brigitte Ntiamoah Agnès Raharolahy Floria Gueï                                                               | 3:35,03    |

Datum: 23. April
 Deutschland: Die deutsche Staffel mit Laura Müller, Laura Gläsner, Lara Hoffmann und Ruth Sophia Spelmeyer wurde mit Verweis auf Regel 170.11 und eine im Vergleich zur Meldung abweichende Startreihenfolge disqualifiziert.

### 4 × 800 m Staffel
| Platz | Land               | Athletinnen                                                                                       | Zeit (min) |
| ----- | ------------------ | ------------------------------------------------------------------------------------------------- | ---------- |
| 1     | Vereinigte Staaten | Chanelle Price Chrishuna Williams Laura Roesler Charlene Lipsey                                   | 8:16,36 WL |
| 2     | Belarus            | Darja Baryssewitsch Ilona Ussowitsch Wiktoryja Kuschnir Maryna Arsamassawa                        | 8:20,07 SB |
| 3     | Australien         | Lora Storey Abbey de la Motte Zoe Buckman Heidi See                                               | 8:21,08 SB |
| 4     | Polen              | Anna Sabat Paulina Mikiewicz-Lapinska Martyna Galant Angelika Cichocka                            | 8:24,71 SB |
| 5     | Kenia              | Eglay Nafuna Nalyanya Sylivia Chematui Chesebe Josephine Chelangat Kiplangat Emily Cherotich Tuei | 8:31,05 SB |

Datum: 22. April

## Gemischte Teams

### 4 × 400 m Staffel
| Platz | Land                | Athletinnen                                                          | Zeit (min) |
| ----- | ------------------- | -------------------------------------------------------------------- | ---------- |
| 1     | Bahamas             | Steven Gardiner Shaunae Miller Anthonique Strachan Michael Mathieu   | 3:14,72    |
| 2     | Vereinigte Staaten  | Michael Berry Jaide Stepter Paul Dedewo Claudia Francis              | 3:17,29    |
| 3     | Jamaika             | Javere Bell Ristananna Tracey Natoya Goule Jamari Rose               | 3:20,26    |
| 4     | Polen               | Kacper Kozłowski Martyna Dąbrowska Małgorzata Curyło Rafał Omelko    | 3:22,26    |
| 5     | Australien          | Mason Cohen Alicia Keir Ella Nelson Josh Ralph                       | 3:23,14    |
| 6     | Kenia               | Alphas Kishoyian Jacinter Shikanda Boniface Mweresa Veronica Mutua   | 3:23,79    |
| 7     | Trinidad und Tobago | Jarrin Solomon Domonique Williams Emmanuel Callender Chelsea Charles | 3:25,49    |
| 8     | Botswana            | Leaname Maotoanong Goitseone Seleka Boitumelo Masilo Loungo Matlhaku | DNF        |

Datum: 23. April

## Punktespiegel
| Team Standings nach allen neun Wettbewerben | Team Standings nach allen neun Wettbewerben | Team Standings nach allen neun Wettbewerben |
| Platz                                       | Land                                        | Gesamtpunktzahl                             |
| ------------------------------------------- | ------------------------------------------- | ------------------------------------------- |
| 1                                           | Vereinigte Staaten                          | 60                                          |
| 2                                           | Jamaika                                     | 39                                          |
| 3                                           | Australien                                  | 24                                          |
| 4                                           | Polen                                       | 23                                          |
| 5                                           | Trinidad und Tobago                         | 17                                          |
| 6                                           | Kenia                                       | 16                                          |
| 7                                           | Volksrepublik China                         | 16                                          |
| 8                                           | Deutschland                                 | 15                                          |
| 9                                           | Bahamas                                     | 15                                          |
| 10                                          | Frankreich                                  | 13                                          |
| 11                                          | Botswana                                    | 10                                          |
| 12                                          | Kanada                                      | 8                                           |
| 13                                          | Vereinigtes Königreich                      | 8                                           |
| 14                                          | Barbados                                    | 7                                           |
| 14                                          | Belgien                                     | 7                                           |
| 16                                          | Nigeria                                     | 6                                           |
| 17                                          | Niederlande                                 | 5                                           |
| 18                                          | Kuba                                        | 4                                           |
| 18                                          | Mexiko                                      | 4                                           |
| 20                                          | Katar                                       | 3                                           |
| 21                                          | Athlete Refugee Team                        | 2                                           |
| 21                                          | Brasilien                                   | 2                                           |
| 21                                          | Britische Jungferninseln                    | 2                                           |
| 24                                          | Antigua und Barbuda                         | 1                                           |